# رالف بيتس
رالف بيتس (بالإنجليزية: Ralph Bates)‏ هو ممثل بريطاني، ولد في 12 فبراير 1940 في برستل في المملكة المتحدة، وتوفي في 27 مارس 1991 في لندن في المملكة المتحدة بسبب سرطان البنكرياس.

## وصلات خارجية
- رالف بيتس على موقع IMDb (الإنجليزية)
- رالف بيتس على موقع ألو سيني (الفرنسية)
- رالف بيتس على موقع ميوزك برينز (الإنجليزية)
- رالف بيتس على موقع ميوزك برينز (الإنجليزية)
- رالف بيتس على موقع أول موفي (الإنجليزية)
- رالف بيتس على موقع قاعدة بيانات الفيلم (الإنجليزية)